# گوشت

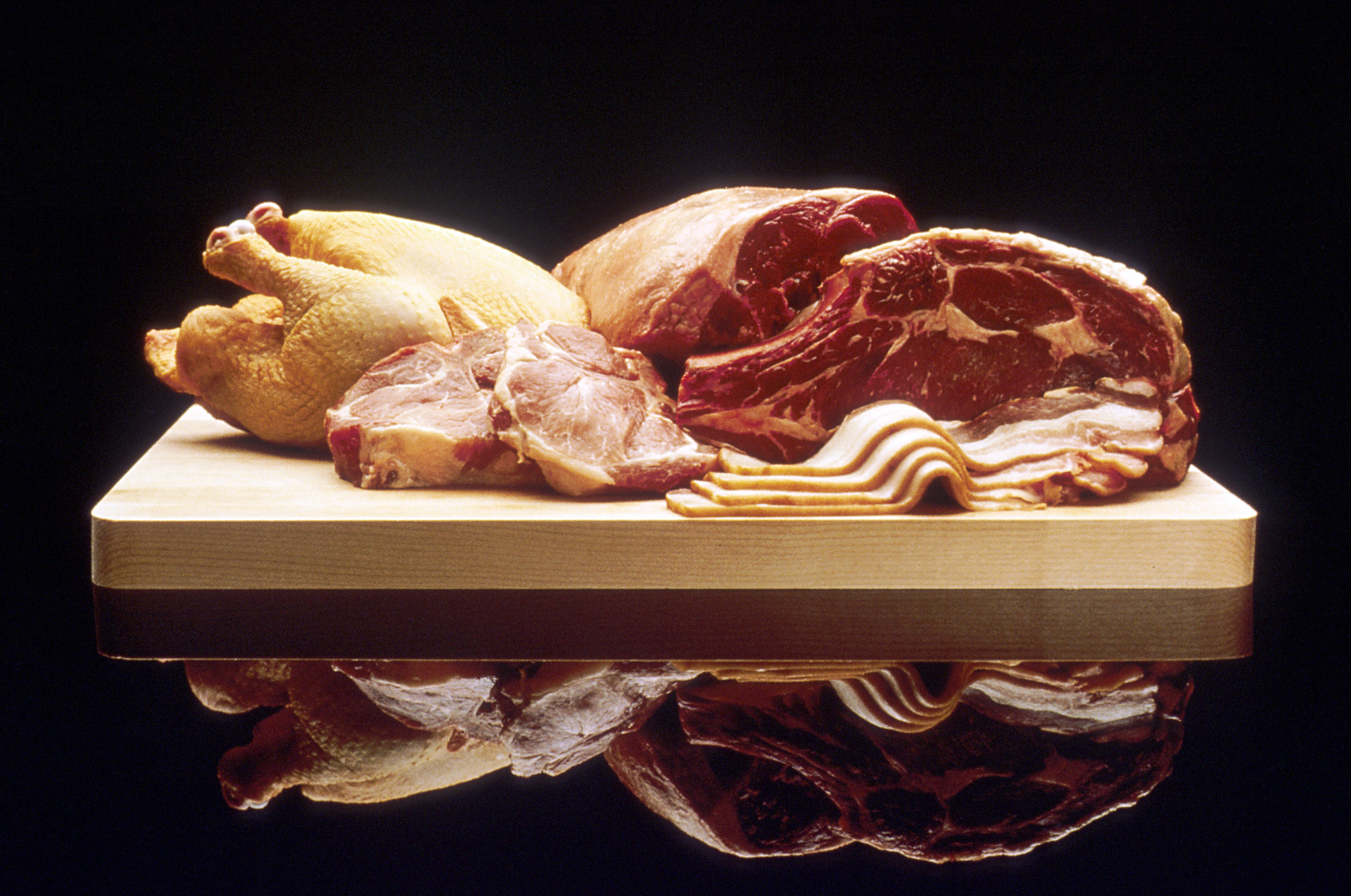
انواع گوشت

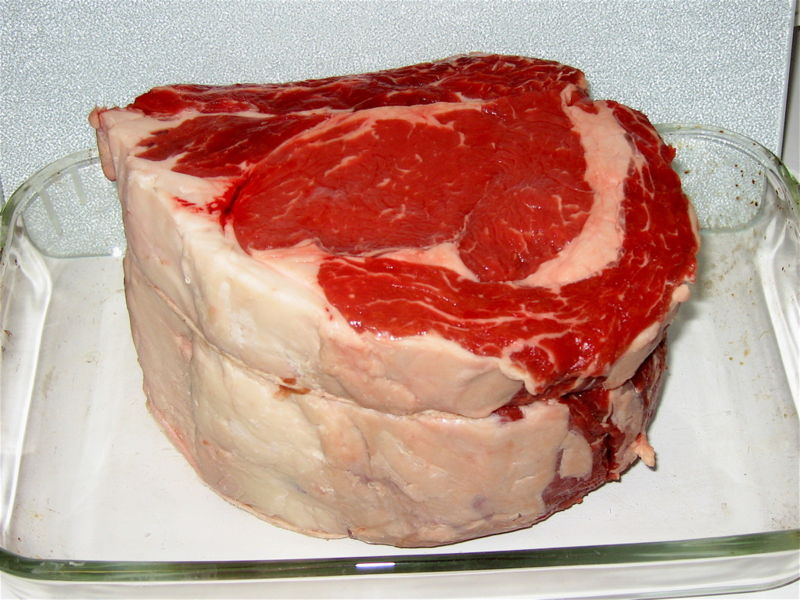
گوشت قرمز

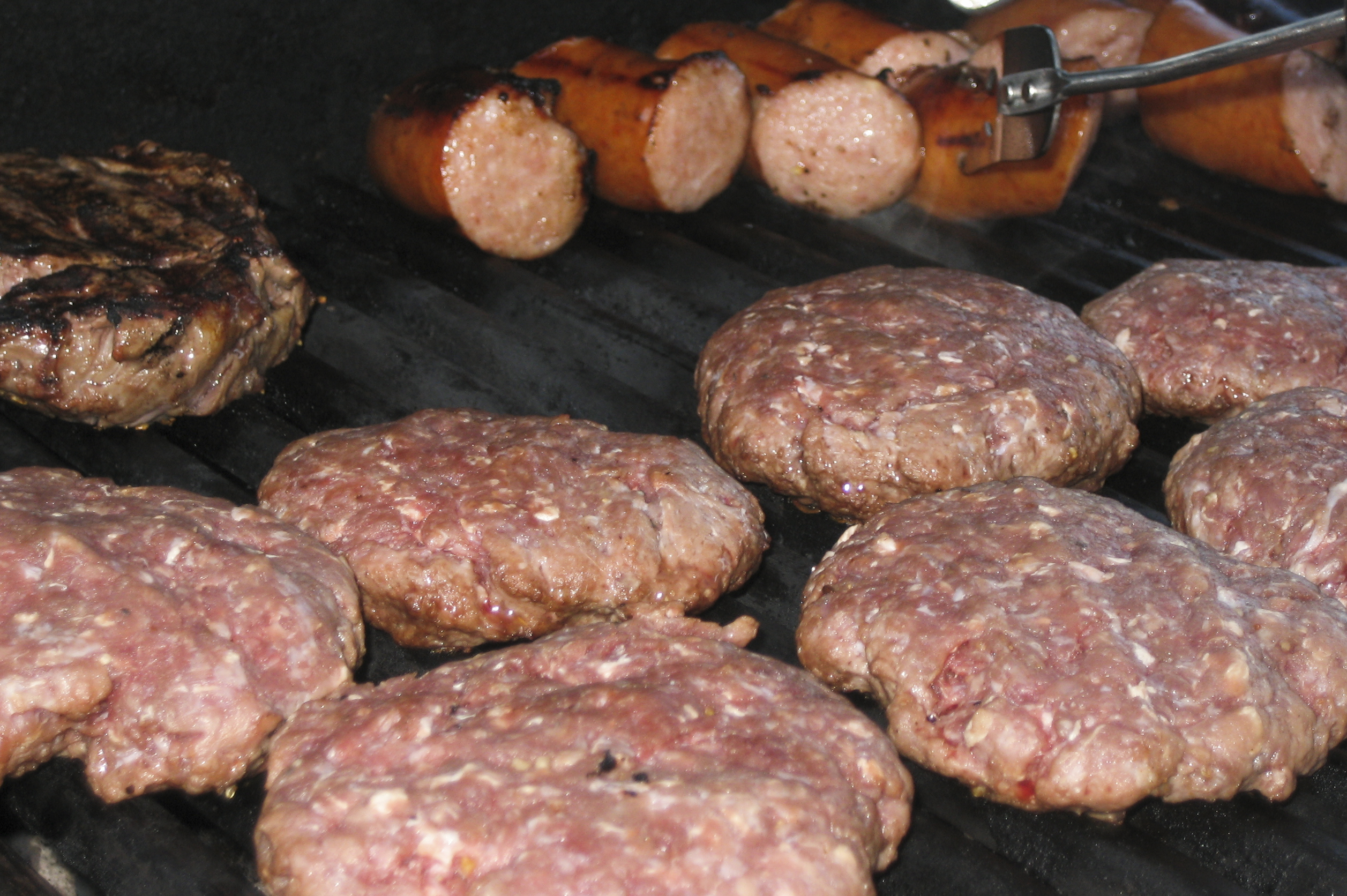
انواع گوناگون گوشت روی گریل

گوشت نام یک ماده آلی است که در بدن بیشتر جانوران وجود دارد. انسان‌ها گوشت جانورانی همچون گاو، گوسفند، خوک، بوقلمون، مرغ و غاز را می‌خورند. گوشت بیشتر همراه استخوان و کمی چربی است و سرشار از پروتئین می‌باشد.
گوشت در اقتصاد، فرهنگ و پزشکی بسیار باارزش بوده و برای مصرف و اندازه‌هایی در نظر گرفته شده‌است. گوشت بیشتر از آب، پروتئین و چربی ساخته شده‌است. بیشتر آن را به روش‌های گوناگون پخت و پز آماده کرده و سپس مصرف می‌کنند. همچنین گوشت در برابر گندیدگی و پوسیدگی بسیار آسیب‌پذیر است.

## گوشت قرمز
گوشت قرمز اصطلاحی است که به گوشت گوسفند، گوشت گاو، گوشت شتر، گوشت خوک، گوشت فک، گوشت شیر دریایی، گوشت انسان، گوشت خوک دریایی، گوشت اسب آبی و به مانند این‌ها گفته می‌شود که سرشار از پروتئین‌ها و چربی‌ها می‌باشند.

### بهداشت
برخی ویژگی‌های گوشت سالم:
- بدون بوی بد ترشیدگی و غیرطبیعی[۱]
- بدون لکه‌های غیرطبیعی و اثر ضربه یا خون‌مردگی[۱]
- بدون بوی بد در هنگام پختن یا خوردن گوشت[۱]
- دارای ظاهر و رنگ طبیعی[۱]
- حمل و نقل آن با وسایل نقلیهٔ دارای سردخانه انجام شده باشد[۱]
- عدم شل شدن بیش از اندازه و چسبندگی[۱]

#### نگهداری گوشت در خانه
از آن‌جایی که گوشت به سرعت فاسد می‌شود، پس از خرید باید سریعاً در زیر دمای چهار درجه سانتی‌گراد یخچال قرار گیرد و ظرف یک تا دو روز مصرف شود. البته زمان مناسب برای نگهداری گوشت در یخچال به گونهٔ آن نیز بستگی دارد.
گوشت گوسفند به دلیل آنکه چربی بیشتری دارد، کمی زودتر از گوشت گاو فاسد می‌شود. گوشت چرخ‌کرده هم آسیب‌پذیرتر از گوشت خرد شده‌است و بیشتر از یک شبانه‌روز نمی‌تواند در یخچال نگهداری شود. در عوض گوشت‌های با قطعات بزرگتر را، مثل گوشت مخصوص استیک یا ژیگو، می‌توان حدود چهار روز هم بدون یخ زدن نگهداری کرد. برای نگهداری طولانی‌تر حتماً باید گوشت را منجمد و در فریزر نگهداری کرد. همچنین گوشت نباید در مرحلهٔ قبل از انجماد بیش از ۲ ساعت در دمای اتاق قرار گیرد.

## معایب گوشت
مصرف بیش از حد گوشت خطر ابتلا به بیماری‌های قلبی، عروقی دیابت التهاب روده ام‌اس ذات‌الریه سکته و سرطان افزایش می‌دهد.

## گوشت سفید

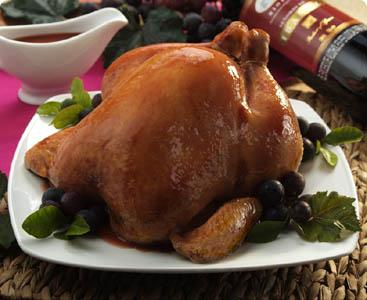
مرغ، رایج‌ترین گوشت سفید که توسط انسان‌ها خورده می‌شود.

گوشت سفید یکی از انواع گوشت است که اصطلاحاً به گوشت ماکیانی چون مرغ، بوقلمون، بلدرچین، شترمرغ و در برخی منابع ماهی گفته می‌شود. در اصطلاح عامیانه، گوشت سفید به گوشتی گفته می‌شود که رنگش در مقایسه با گوشت قرمز روشن‌تر باشد.
مرغ رایج‌ترین گوشت سفید مصرفی در بین مردم است و شناسایی گوشت سالم و تازهٔ آن هم دارای اهمیت ویژه‌ای است. نخستین علامت در سلامت گوشت مرغ توجه به ظاهر و پوست آن می‌باشد که باید عاری از هرگونه خون مردگی یا کبودی بوده و صاف، براق و یکدست باشد. قسمت شکمی مرغ تازه نباید بوی گندیدگی و تعفن دهد. رنگ گوشت مرغ باید به رنگ زرد کهربایی باشد.

## نگارخانه

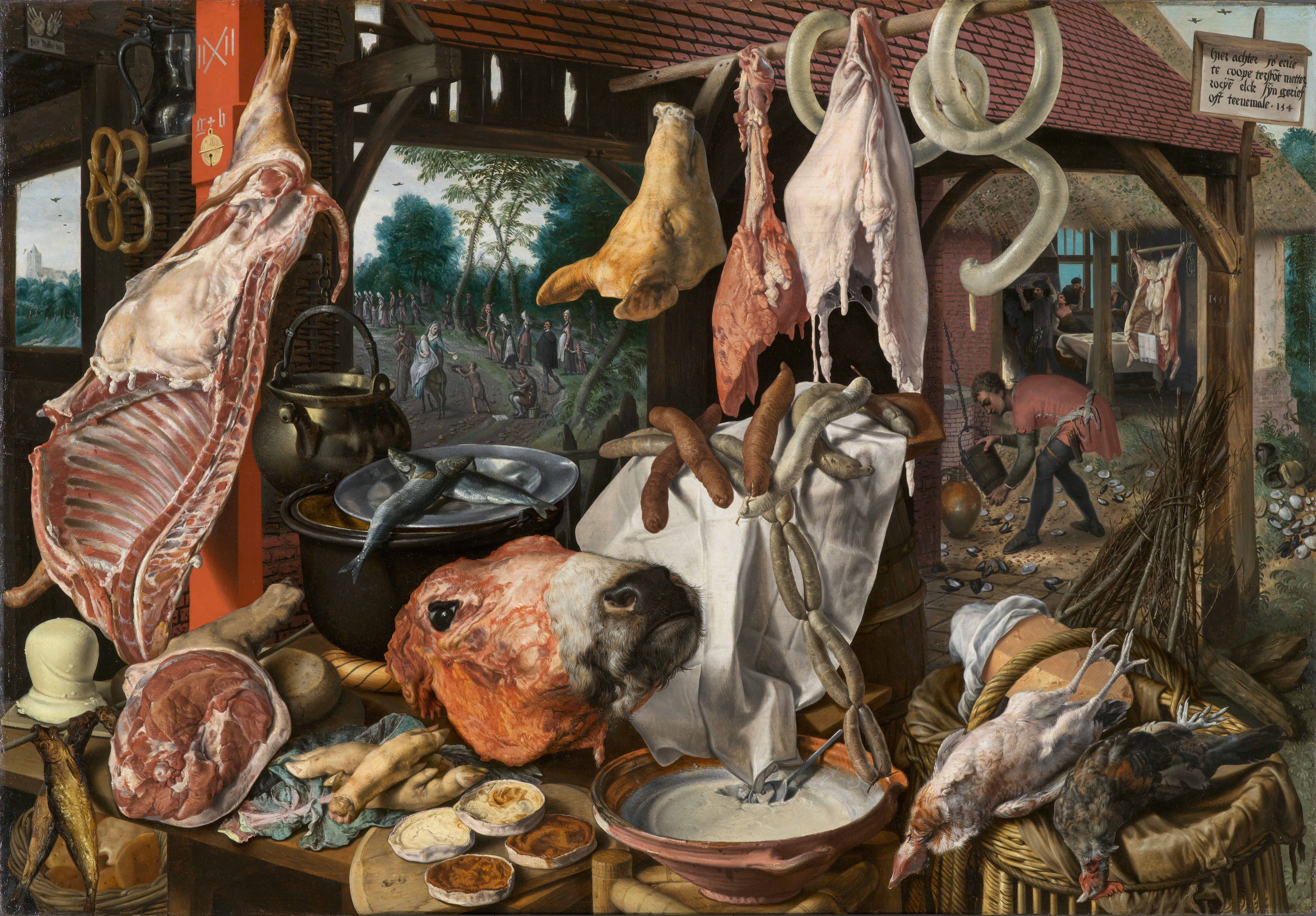
دکه گوشت‌فروشی و خانواده مقدس در حال دادن صدقه، اثر پیتر ارتسن